# Голопёрово (Московская область)
Голопёрово — деревня в Волоколамском районе Московской области России. Относится к Ярополецкому сельскому поселению, до муниципальной реформы 2006 года относилась к Ильино-Ярополецкому сельскому округу.

## Население
| 1852 | 1859 | 1926 | 2002 | 2006 | 2010 | 2013 |
| ---- | ---- | ---- | ---- | ---- | ---- | ---- |
| 275  | ↘272 | ↘188 | ↘7   | ↘0   | →0   | →0   |
| 2014 | 2015 | 2016 |      |      |      |      |
| →0   | →0   | →0   |      |      |      |      |

## Расположение
Деревня Голопёрово расположена на левом берегу реки Ятвинки (бассейн Иваньковского водохранилища), примерно в 11 км к западу от центра города Волоколамска. В 2,8 км южнее деревни проходит федеральная автодорога «Балтия» М9. Ближайшие населённые пункты — село Ильинское и деревня Калеево. В деревне две улицы — Новая и Речная.

## Исторические сведения
В «Списке населённых мест» 1862 года Голоперово — владельческая деревня 2-го стана Волоколамского уезда Московской губернии по левую сторону Старицко-Зубцовского тракта от города Волоколамска до села Ярополча, в 12 верстах от уездного города, при безымянном ручье, с 27 дворами, фабрикой и 272 жителями (134 мужчины, 138 женщин).
По данным на 1890 год входила в состав Тимошевской волости Волоколамского уезда, число душ мужского пола составляло 128 человек.
В 1913 году в деревнях Голоперово большое и Голоперово малое было соответственно 42 и 14 дворов.
В 1919 году деревня была включена в состав Яропольской волости.
По материалам Всесоюзной переписи населения 1926 года — деревня Захарьинского сельсовета, проживало 188 жителей (81 мужчина, 107 женщин), насчитывалось 41 крестьянское хозяйство.
С 1929 года — населённый пункт в составе Волоколамского района Московской области.